# دهستان فیروزجاه
فیروزجاه روستایی است از توابع بخش بندپی شرقی شهرستان بابل در استان مازندران ایران که در دل جنگل‌های هیرکانی واقع شده است. این دهستان از طریق دو مسیر جاده خاکی و آفرودی از طریق میانه جاده هراز به فیل بند و نشل به شیخ موسی نیز قابل دسترسی بوده است اما دسترسی اصلی آن از طریق جاده بابل به گلیا (گلوگاه بابل) می‌باشد.
در متون محلی نام قدیم آن فیروزشاه عنوان شده که برگرفته از قلعه فیروزشاه می‌باشد. این قلعه در حدود ۶۵۰ سال پیش توسط معماران ایرانی ساخته شده است. نام این قلعه برگرفته از قلعه فیروزشاه هند می‌باشد. معماران ایرانی در قرن ۱۴ میلادی ساختمان‌های زیادی را در هندوستان بنا کرده‌اند.
قلعه فیروزجاه (قلعه فیروزشاه) یک دژ سلطنتی واقع در منطقه فیرزوجاه بوده که قدمت آن به ۶۵۰ سال می‌رسد و اکنون تبدیل به مخروبه شده است.
در اوایل دهه ۱۸۳۰ میلادی فیروزجاه شاهد ورود افراد تازه‌واردی به نام‌های مهرعلی نقاش و نورعلی نقاش بوده است.
بررسی منابع محلی نشان دهنده همزمانی مهاجرت این دو شخص با مهاجرت طایفه حلال خورها از تهران به این منطقه است. طایفه حلال خورها از ملازمان و آخوندهای دربار فتحعلی شاه قاجار بودند.
منابع محلی محل تدفین نورعلی را در روستای زوارک فیروزجاه عنوان کرده‌اند.

## موقعیت مکانی دهستان
فیروزجاه روستایی است از توابع بخش بندپی شرقی شهرستان بابل در استان مازندران ایران که در دل جنگل‌های هیرکانی واقع شده است. این دهستان از طریق دو مسیر جاده خاکی و آفرودی از طریق میانه جاده هراز به فیل بند و نشل به شیخ موسی نیز قابل دسترسی بوده است اما دسترسی اصلی آن از طریق جاده بابل به گلیا (گلوگاه بابل) می‌باشد.

## زبان و گویش
مردم این منطقه با گویش مازنی تکلم می‌کنند.

## تاریخچه نامگذاری
در متون محلی نام قدیم آن فیروزشاه عنوان شده که برگرفته از قلعه فیروزشاه می‌باشد. این قلعه در حدود ۶۵۰ سال پیش توسط معماران ایرانی ساخته شده است. نام این قلعه برگرفته از قلعه فیروزشاه هند می‌باشد. معماران ایرانی در قرن ۱۴ میلادی ساختمان‌های زیادی را در هندوستان بنا کرده‌اند.

## مسیر تهران مازندران قدیم

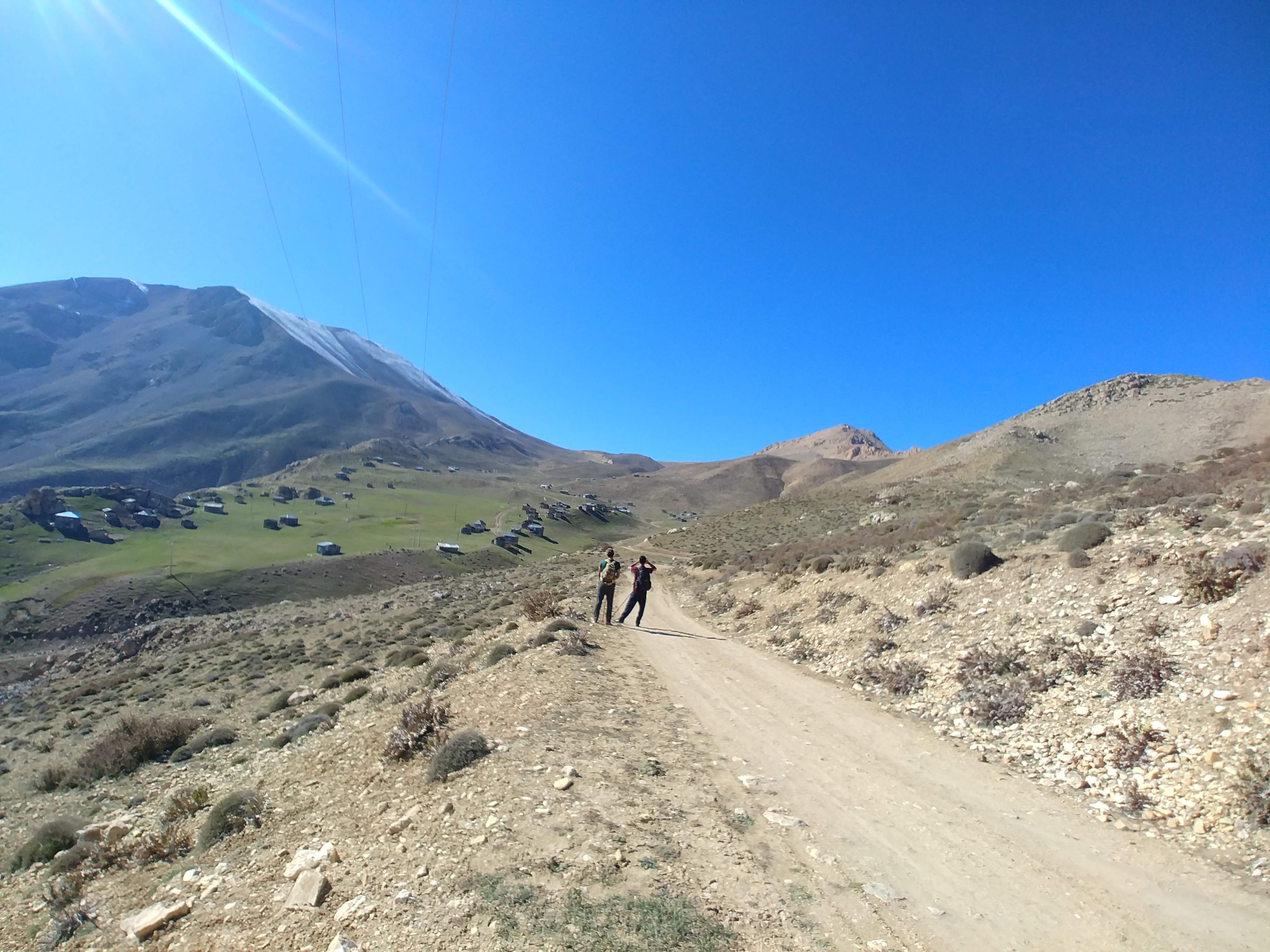
نشل به شیخ موسی مسیر ییلاق سیوجی

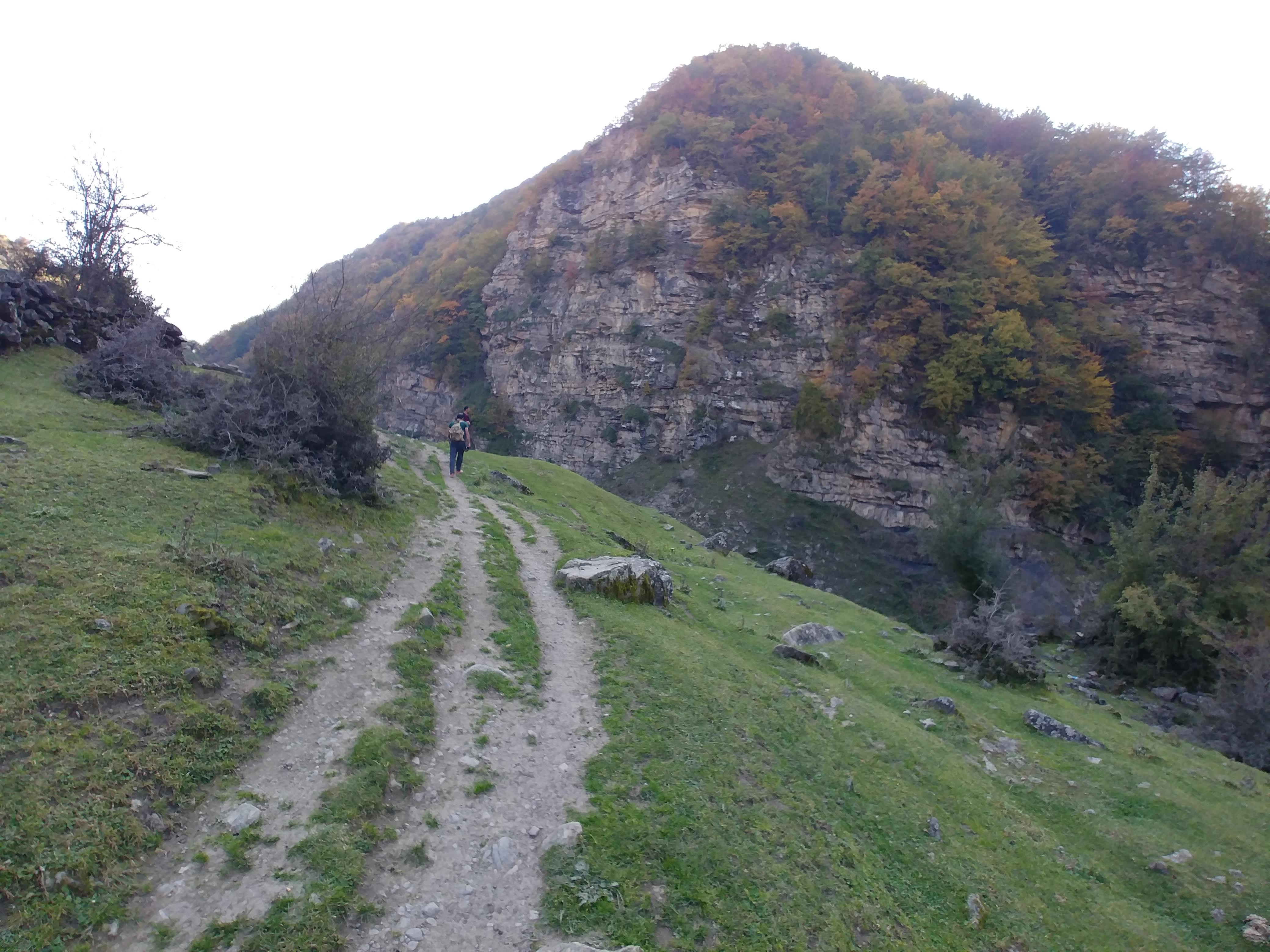
جاده مال رو قلعه تیمور به شیخ موسی

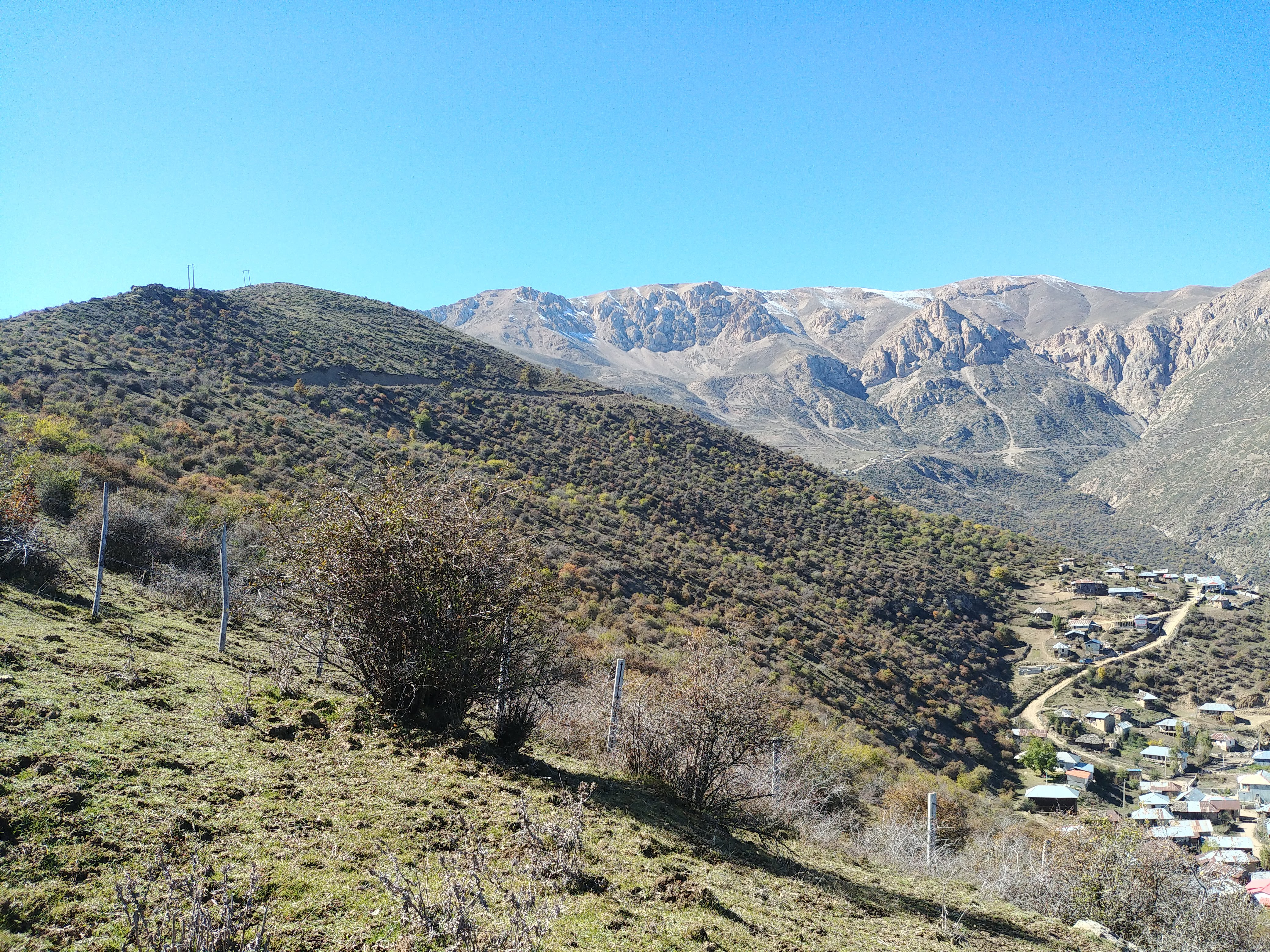
مسیر جایگزین تهران به لاریجان و سپس به فیلبند و اتصال به جاده شاه عباسی

تقریباً تا اواخر دوره سلطنت قاجار یکی از مسیرهای تهران به استرآباد از فیروزجاه عبور می‌کرد که بدین قرار بود: تهران -> نشل -> قلعه تیمور -> فیلبند -> ونبن-> شیخ موسی ->جاده قلعه فیروزجاه -> گلیا -> بارفروش (بابل) و از بار فروش مسیر مشهد سر (بابلسر) یا ساری جهت تردد به استرآباد و مسیر دیگر از لاریجان به فیلبند و بعد به فیروزجاه بود است که این مسیر در سفرنامه استرآباد و مازندران رابینو ذکر شده است. امروزه این جاده مورد استفاده بومیان منطقه می‌باشد. . مسیر جایگزین به تهران از جاده فیروزکوه، جاده هراز و جاده چالوس می‌باشد.
| شروع           | پایان            | طول    | تردد        | مؤسس          | وضعیت       |
| -------------- | ---------------- | ------ | ----------- | ------------- | ----------- |
| تهران          | نشل              | 213 km | پیاده       | صفویه         | تردد بومیان |
| نشل            | سیوجی            | 10 km  | پیاده       | صفویه         | تردد بومیان |
| سیوجی          | فیروزجاه         | 50 km  | خودرو خاص   | صفویه         | تردد بومیان |
| فیروزجاه       | بابل (بارفروش)   | 45 km  | خودرو عادی  | ایلخانی/مرعشی | توریستی     |
| بابل (بارفروش) | استرآباد (گرگان) | 172 km | خودروی عادی | نامشخص        | عبور و مرور |

## مکان‌های تاریخی
قلعه فیروزجاه (قلعه فیروزشاه) یک دژ سلطنتی واقع در منطقه فیرزوجاه بوده که قدمت آن به ۶۵۰ سال می‌رسد و اکنون تبدیل به مخروبه شده است. 

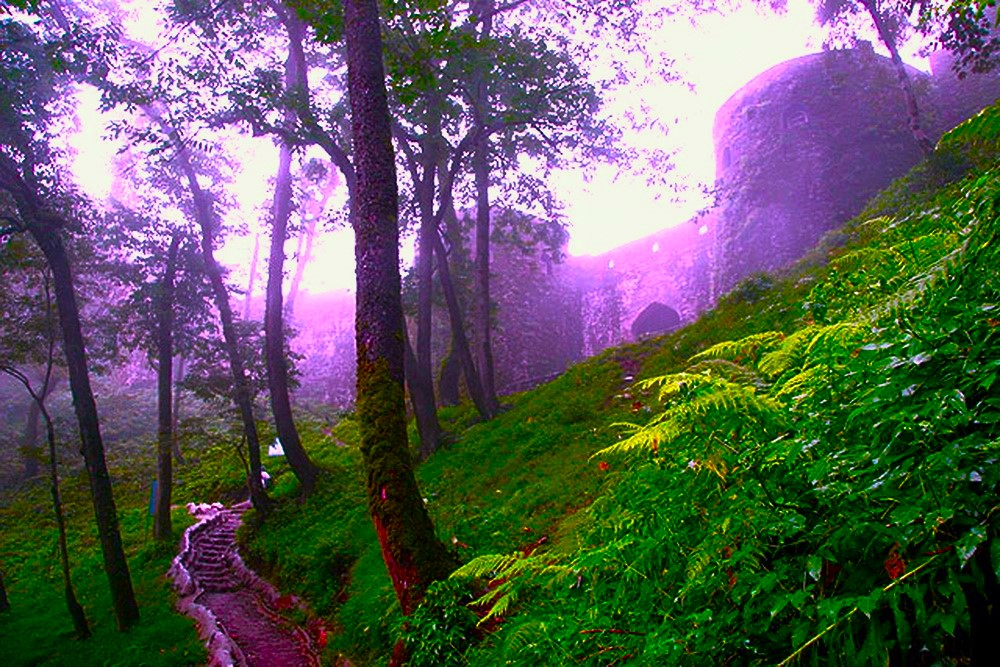
قلعه فیروزجاه

از اماکن تاریخی دیگر مزار آقامار (مزار مادر حاج شیخ موسی) و سقاخانه روستا که برای دوره قاجار می‌باشند.
تاریخ شناسان هندی معتقد هستند که شخصی به نام حاج شیخ موسی که در قرن ۱۴ میلای هم‌زمان با فیروزشاه هند می‌زیسته سفری به ایران داشته است. مقبره حاج شیخ موسی در هشتاد کیلومتری جنوب شهر دهلی در شهر هریانا واقع شده است. مردم منطقه او را شخصی با نیت پاک دانسته و مستجاب الدعوه می‌دانستند.

## جمعیت
این روستا در ضلع جنوب بندپی و گلیا قرار دارد و براساس سرشماری مرکز آمار ایران در سال ۱۳۸۵، جمعیت آن ۴۰۸ نفر (۸۹خانوار) بوده است.. طبق آمار خانه بهداشت روستا، جمعیت روستا در سال ۱۳۹۴ با کاهش شدید جمعیت بر اثر مهاجرتها به ۳۴۳ نفر رسیده است. درگاه ملی آمار ایران.

## مهاجرپذیری
در اوایل دهه ۱۸۳۰ میلادی فیروزجاه شاهد ورود افراد تازه‌واردی به نام‌های مهرعلی نقاش و نورعلی نقاش بوده است.
بررسی منابع محلی نشان دهنده همزمانی مهاجرت این دو شخص با مهاجرت طایفه حلال خورها از تهران به این منطقه است. طایفه حلال خورها از ملازمان و آخوندهای دربار فتحعلی شاه قاجار بودند.
دلیل مهاجرت و اصالت مهرعلی و نورعلی به فیرزوجاه تا دو قرن در هاله ای از ابهام قرار داشت. منابع محلی محل تدفین نورعلی را در روستای زوارک فیروزجاه عنوان کرده‌اند. گفته می‌شود کتابی در خصوص سرگذشت آنها در دست تدوین می‌باشد.
این دهستان از دیرباز همواره میزبان مهاجران طوایف مختلف از سراسر کشور بوده است.